# سبو شهبازیان
سِبو شهبازیان (ارمنی: Սեպուհ Շահբազեան زاده ۳ مهر ۱۳۵۹) بازیکن فوتبال ایرانی ارمنی‌تبار است.سبو شهبازیان

## باشگاهی
از باشگاه‌هایی که در آن بازی کرده‌است می‌توان به پاس تهران، استقلال تهران، و صبای قم اشاره کرد.

## دوران مربیگری
وی مربیگری خود را در تیر ماه ۱۳۹۵ از آکادمی فوتبال جواد نکونام در رده نونهالان آغاز کرد.

## توضیحات
1. ↑  نام کوچک صحیح این بازیکن سِبوه می‌باشد.